# Bielsko-Biała Mikuszowice
Bielsko-Biała Mikuszowice – przystanek kolejowy w Bielsku-Białej, w województwie śląskim, w Polsce. Znajduje się w dzielnicy Mikuszowice, przy ul. Morelowej, na trasie Katowice – Skalité-Serafínov.

## Ruch pasażerski
| Rok  | Wymiana pasażerska na dobę |
| ---- | -------------------------- |
| 2017 | 100-149                    |
| 2022 | 100-149                    |

Istnieją tutaj dwa perony, natomiast niewielki budynek stacyjny jest zamknięty i zdewastowany.
Na stacji rozpoczyna bieg szlak turystyczny  na Magurkę Wilkowicką

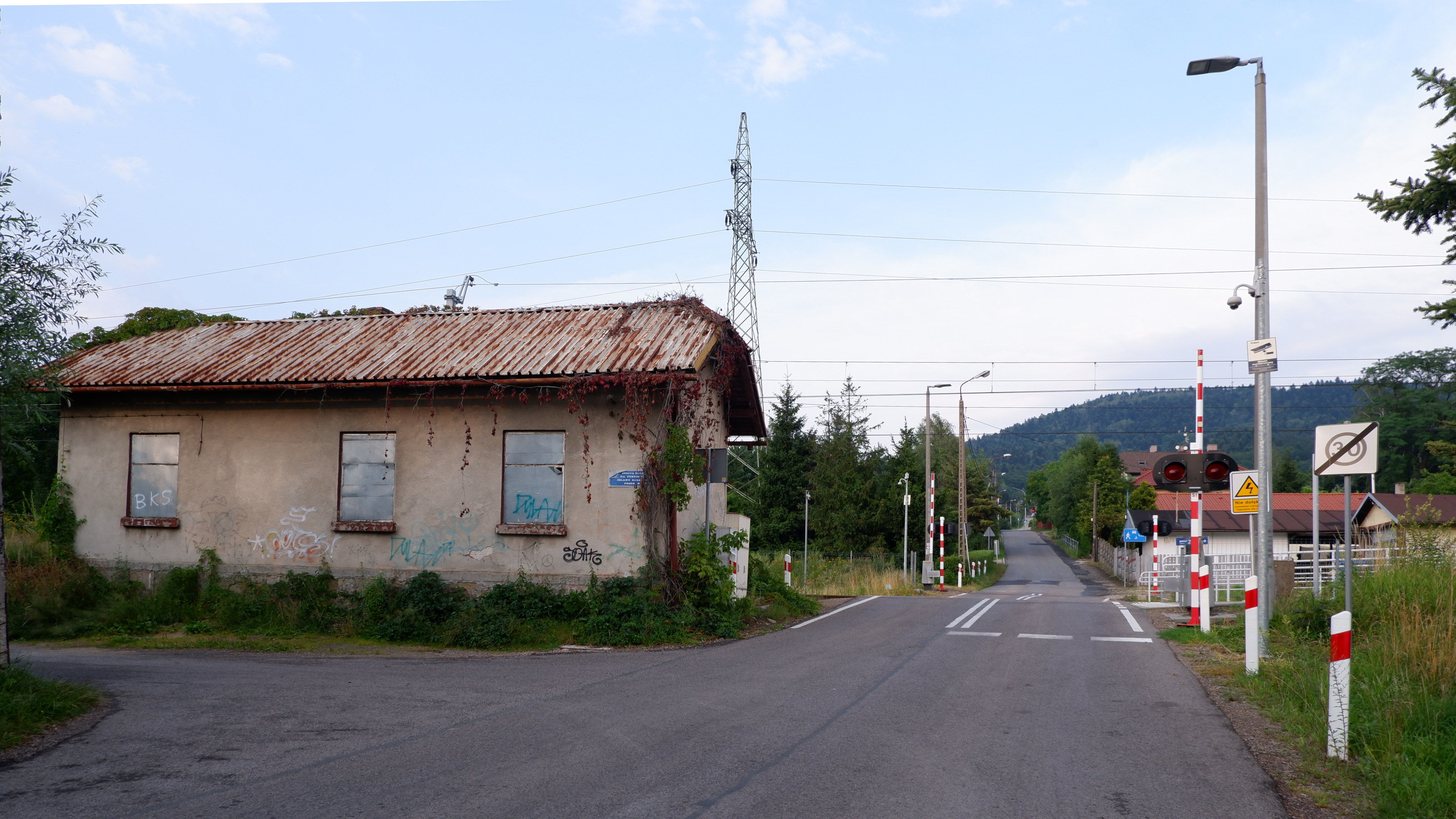
Przejazd w ciągu ulicy Morelowej i opuszczony budynek stacyjny
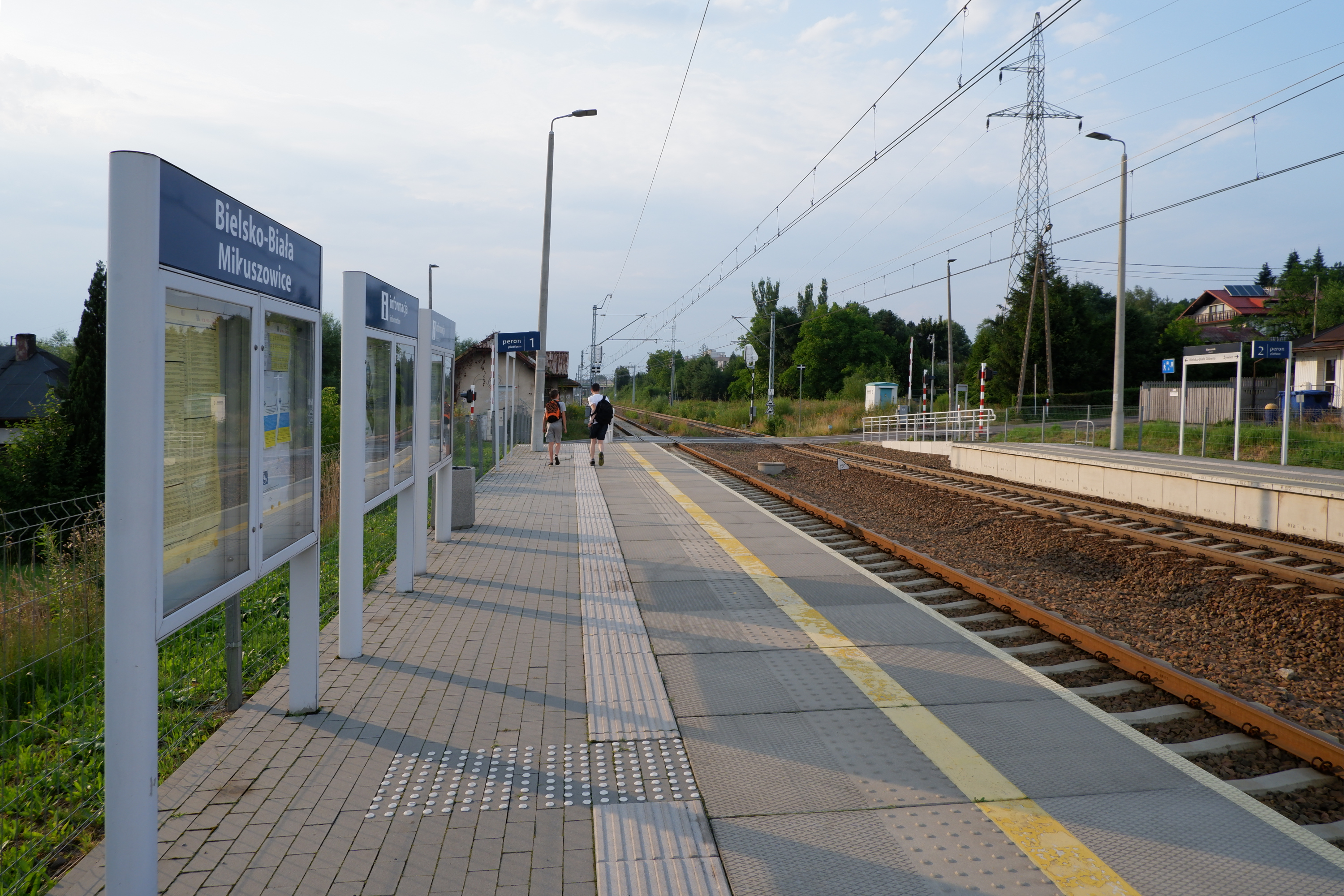
Widok w kierunku stacji Bielsko-Biała Główna
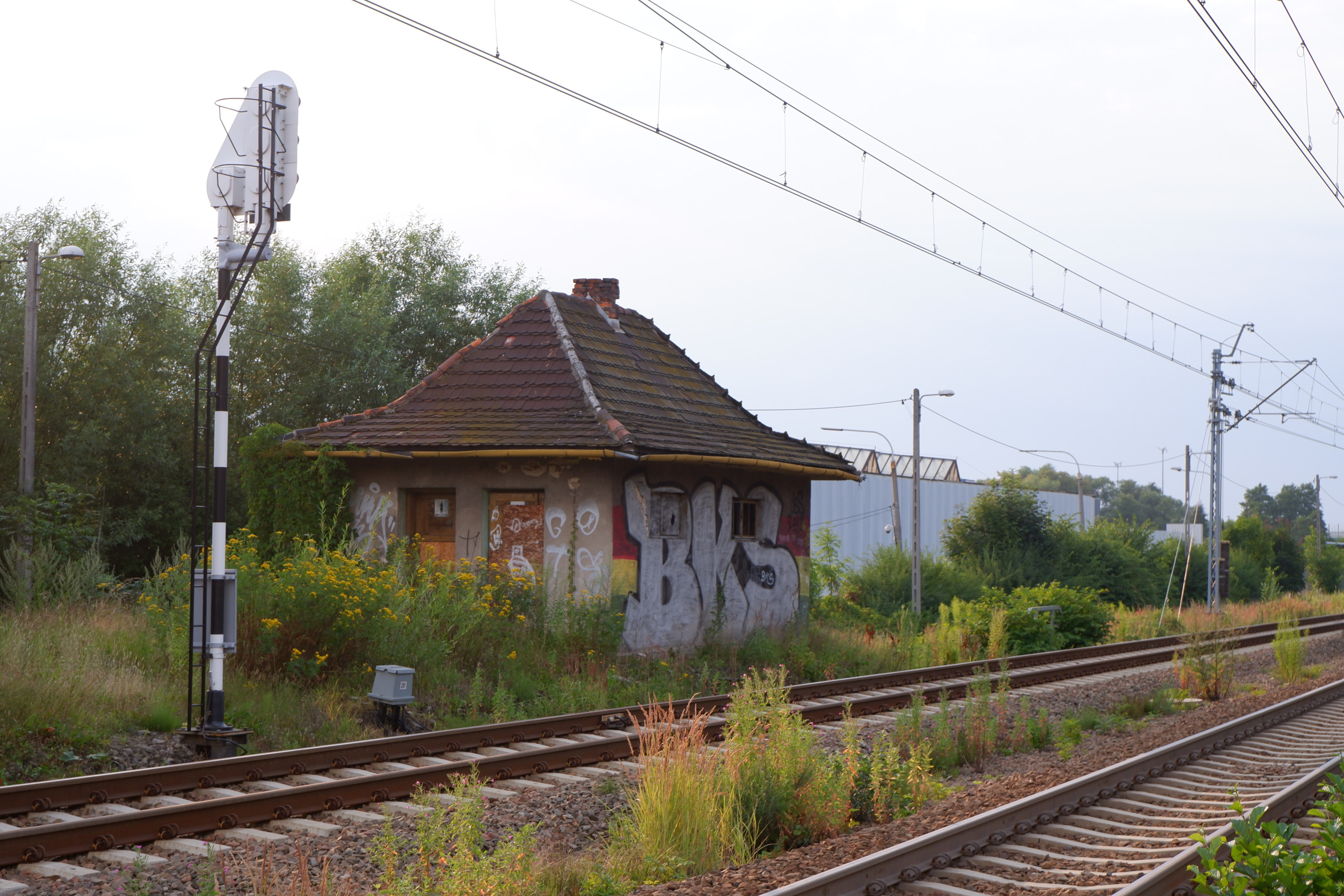
Dawne toalety
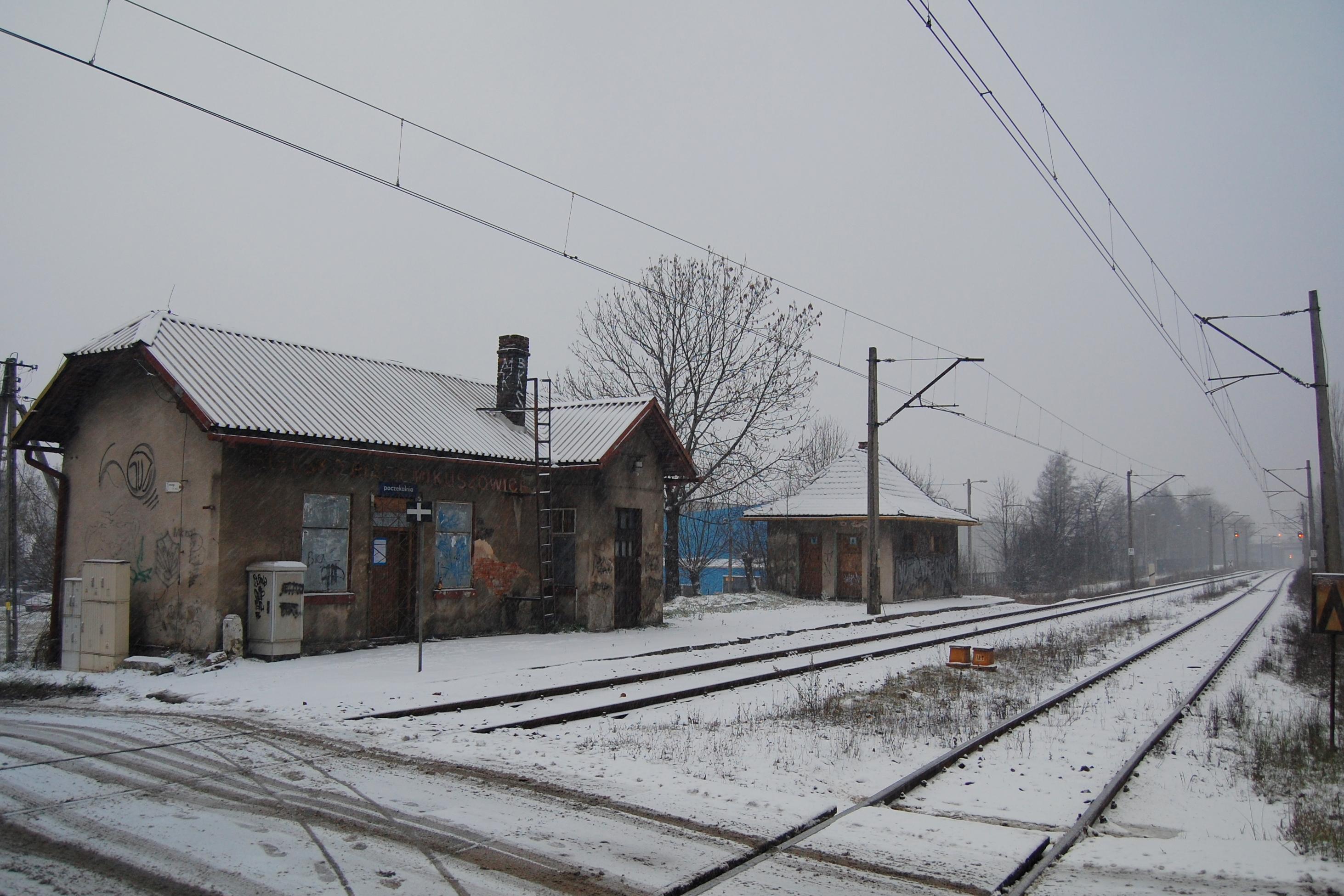
Zabudowania stacyjne w 2010 roku